# Ion Ciubuc
Ion Ciubuc (Hădărăuți, 1943. május 29. – Chișinău, 2018. január 29.) moldáv politikus, miniszterelnök (1997–1999).

## Élete
1960 és 1963 között szülőfalujában a Május 1. Kolhozban dolgozott. 1963 és 1966 között kötelező katonai szolgálatot teljesített a szovjet hadseregben. Ezt követően Hădărăuţi és Trebisuţi kolhozainak vezető közgazdásza lett. 1970-ben az Odesszai Mezőgazdasági Főiskolán mezőgazdasági közgazdász diplomát szerzett, később PhD fokozatot ért el. 1973 és 1975 között a Briceni kollektív gazdaságok igazgatóságának az elnöke volt. A Szovjetunió Kommunista Pártjának Központi Bizottságának Társadalomtudományi Intézetében politikai képzésben vett részt, majd 1975–76-ban a Moldáv Kommunista Párt előadója lett Kisinyovban. 1976 és 1978 között Moszkvában dolgozott. 1978-ban visszatért a Moldáv Szovjet Szocialista Köztársaságba és a Vulcănești járás első titkára lett. 1984 és 1986 között az Állami Tervbizottság első elnökhelyettese volt a Moldáv SzSzK-ban. 1986 és 1989 között a Moldovai Kutatóintézet agrárintézményének a vezetője volt. 1991 márciusa és szeptember között első-miniszterhelyettes volt a szovjet tagköztársaságban.
A független Moldovában 1992 szeptemberétől 1994 áprilisáig külügyminiszter-helyettes volt. 1994 áprilisában gazdasági miniszter-helyettesnek nevezték ki. 1994. december 27-én megválasztották a moldovai Számvevőszék elnökévé. 1997. január 24. és 1999. február 1. között az ország miniszterelnöke volt.